# Lorenzo Bucarelli
Lorenzo Bucarelli (Firenze, 6 marzo 1998) è un cestista italiano.

## Palmarès

### Club
- Supercoppa italiana: 1

Dinamo Sassari: 2019

### Nazionale
- Europei Under-18: 
 Turchia 2016
- Mondiali Under-19: 
 Egitto 2017